# Jan Jastrzębski (miecznik)
Jan Jastrzębski z Milanowa herbu Ślepowron – wojski większy lubelski w latach 1791–1793, miecznik lubelski w latach 1786–1791.
Był konsyliarzem konfederacji targowickiej województwa lubelskiego.